# Kai Otton
Kai Otton  est un surfeur professionnel australien né le 16 décembre 1979 à Tathra en Nouvelle-Galles du Sud en Australie.

## Biographie
Kai Otton a participé au WQS de 2002 à 2006 avant d'intégrer le circuit WCT en 2007 où il termine 12e pour sa première saison